# Проктър енд Гембъл
„Проктър и Гембъл“ (на английски: Procter & Gamble Company, P&G) е американска компания. Тя е сред най-големите производители на потребителски стоки в света. Има около 110 000 служители. Предлага на пазара повече от 300 вида продукти в 180 страни.
Основана е през 1837 г. от Уилям Проктър и Джеймс Гембъл като фабрика за сапун и свещи в Синсинати, щата Охайо, САЩ.

## Търговски марки
Сред 14 от марките на „Проктър и Гембъл“, които имат обем на продажбите над 1 млрд. долара са Жилет, Хед енд Шолдърс и други, а сред известни им марки е Лакост.
През януари 2005 г. „Проктър и Гембъл“ обявява, че купува компанията Жилет. Стойността на сделката възлиза на $56 млрд. В резултат от тази покупка „Проктър и Гембъл“ става най-голямата в света компания за потребителски стоки, изпреварвайки Юнилевер. Това добавя към портфолиото ѝ търговски марки като Жилет, Дюрасел и Браун.
След 2000 г. компанията започва да напуска пазара на хранителни продукти. През 2002 г. е продадено производството на фъстъчено масло Джиф и хидрогенизирано масло Криско. През август 2014 г. „Проктър и Гембъл“ обявява намерението си да продаде или закрие до 60% от своите брандове. През февруари 2016 г. е завършен процесът по продажбата на производството на галванични елементи с търговската марка Дюрасел на компанията Бъркшир Хедъуей.